# Austral Ecology
Austral Ecology (abrégé en Austral Ecol.) est une publication scientifique à comité de lecture de l’Ecological Society of Australia qui traite de tous les aspects de l'écologie des milieux terrestres et aquatiques de l’hémisphère sud.  
D'après le Journal Citation Reports, le facteur d'impact de ce journal était de 1,578 en 2009. Actuellement, le directeur de publication est Michael Bull (Université Flinders, Australie).

## Histoire
Au cours de son histoire, le journal a changé de nom :
- Australian Journal of Ecology, 1976-1999  (ISSN 1440-1657 et 0307-692X)
- Austral Ecology, 2000-en cours  (ISSN 1442-9985)